# Classe Halcyon (dragueur de mines)
Pour les autres classes de navires du même nom, voir Classe Halcyon.
La classe Halcyon est une classe de sloop de dragueur de mines (officiellement, fleet minesweeping sloops ou sloops de dragage de mines) construit entre 1933 et 1939 pour la Royal Navy. Ils ont reçu des noms de petits navires traditionnels utilisés historiquement par la Royal Navy et ont servi pendant la Seconde Guerre mondiale.

## Conception
Il y a 21 navires dans la classe Halcyon, construits en deux groupes; le premier utilisant des moteurs à vapeur alternatifs, et le second groupe avec des turbines à vapeur. Il s'agissait généralement de versions plus petites des sloops d'escorte de la classe Grimsby.
Le Halcyon (J42) et le Skipjack (J38) du groupe moteur alternatif ont été livrés pour la première fois par John Brown & Company en avril/mai 1934. Après cinq navires livrés, le Niger (J73) et le Salamander (J86) du premier groupe ont reçu des machines à triple expansion au lieu des machines à vapeur à double expansion de leurs sister ship. En raison de l'augmentation des performances de leurs machines, les deux navires fournis par J. Samuel White & Company avaient un avantage de vitesse d'un demi-nœud, même s'ils utilisaient des coques légèrement plus courtes. .
Les 14 navires du groupe à turbine utilisaient les mêmes coques plus courtes que le Niger et le Salamander, mais avec une puissance installée inférieure, la vitesse est revenue à 16,5 nœuds (31 km/h). Le Hebe (J24) construit à Devonport a été le premier à entrer en service à l'automne 1937.
Les Gleaner (J83), Franklin (J84), Jason (J99) et Scott (J79) ont été achevés en tant que navires d'étude hydrographique non armés, le Sharpshooter (J68) et Seagull (J85) étant convertis pour emboîter le pas. Ils ont tous été réarmés et déployés dans leur rôle d'origine lors du déclenchement de la guerre.
Au début de la guerre, le Gleaner était déjà déclassé et le Jason, qui était en cours de conversion, est entré en service comme destroyer en septembre 1939. Le Scott a également été converti à partir d'octobre, mais déjà reconverti en navire d'étude en avril 1940. À la fin de 1940, les deux navires d'enquête étaient armés dans une moindre mesure. Ils ont reçu un canon L/40 de 3 pouces (76,2 mm), également connues sous le nom de canon de douze livres, sur le pont avant et des armes antiaériennes légères, sur le grand pontier (château) à l'arrière. le Franklin et le Scott sont restés au service pendant la guerre et ont principalement soutenu les opérations de pose de mines, mais également la reconnaissance pour les raids de commandement, les débarquements et d'autres tâches. Le Scott est resté en service en tant que dernier navire actif de la classe jusqu'en 1964.
De nombreuses pièces ont été soudées lors de la construction des navires.
Le Seagull a été le navire construit avec la première coque entièrement soudée pour la Royal Navy.
Dernier navire de la classe, le Britomart (J22) est entré en service en août 1939 peu de temps avant le déclenchement de la Seconde Guerre mondiale.
Sur les 21 navires, 16 ont reçu le nom de navires lance-torpilles de la classe Sharpshooter, Alarm et Dryad, les autres bateaux étant principalement utilisés comme dragueurs de mines pendant la Première Guerre mondiale.
Après la fin de la guerre en 1945, le Sharpshooter et le Seagull ont été convertis en navires d'étude. Le Sharpshooter a été renommé Shackleton en juillet 1953 et est resté en service jusqu'à la fin de 1962.

## Service
Les navires de la classe Halcyon ont servi dans les eaux intérieures, à Dunkerque, en service de convois de l'Arctique et en mer Méditerranée.
Le 3 février 1940, la Sphinx (J69) (Capf J.R.N. Taylor, RN) balayait une zone à 15 miles (24 km) au nord de Kinnaird Head lorsqu'elle fut attaquée par des avions ennemis. Une bombe a percé le pont du poste d'équipage (fo'c'sle) et a explosé détruisant la partie avant du navire. Elle est restée à flot et a été prise en remorque par la Halcyon mais régulièrement inondée, a chaviré et a coulé. L'épave a ensuite été rejetée à terre au nord de Lybster et a été vendue pour la ferraille. Le commandant et quarante des hommes ont été tués dans l'explosion.
La Skipjack (J38) (lieutenant-capitaine de vaisseau FB Proudfoot, RN) a été attaquée et coulée par une formation de bombardiers en piqué allemands au large de La Panne, en Belgique, le 1er juin 1940. À bord de la Skipjack se trouvaient entre 250 et 300 soldats venant d'être sauvés des plages de Dunkerque pendant l'opération Dynamo. Le témoin oculaire William Stone a déclaré qu'il vient de disparaître.
Des Halcyon ont été mis en service comme escortes anti-sous-marines; cette tâche diminuant lentement à mesure que les navires spécialement conçus pour cette tâche, tels que les corvettes de classe Flower, sortaient des chantiers. Les Halcyons accompagnaient la plupart des convois de l'Arctique, servant à la fois de dragueur de mines et d'escorte anti-sous-marine. Plusieurs ont passé de longues périodes à travailler dans des bases navales soviétiques du nord de la Russie, comme Mourmansk. Quatre Halcyon ont été perdus au cours de cette période:
- La Gossamer (J63) (lieutenant Cdr. T. C. Crease), après avoir escorté le tout premier convoi arctique, a attaqué un sous-marin allemand en escortant le convoi PQ11 et a aidé à sauver l'équipage du croiseur Edinburgh. La Gossamer a été bombardé en piqué et coulé le 26 juin 1942 dans l'inlet Kola.
- La Niger (J73) (Capf A. J. Cubison, DSC et Bar) a été perdue au large de l'Islande le 5 juillet 1942 alors qu'elle escortait le convoi QP13, lorsqu'une partie du convoi a erré dans un champ de mines britannique.
- La Leda (J93) a été torpillée et coulée dans la mer du Groenland le 29 septembre 1942 alors qu'elle escortait le convoi QP 14.
- Le 31 décembre 1943, lors de la bataille de la mer de Barents, la Bramble (J11) est attaquée par le croiseur lourd allemand Admiral Hipper alors qu'il escorte le convoi JW51B. Après avoir subi de graves dommages, la Bramble a été achevé par le destroyer allemand Eckoldt.

La Hebe (J24) et la Speedy (J17) ont servi en mer Méditerranée dans le cadre de la 14e/17e flottille de démineurs basée à Malte. Les dragueurs de mines ont été mis en action lors des convois de Malte, de l'opération Torch et de l'opération Corkscrew. La Hebe a été perdu par une mine au large de Bari, en Italie, le 22 novembre 1943.

### Pertes au feu alliées
Alors que les armées alliées progressaient à la suite de l'invasion de la Normandie, les Britomart (J22), Hussar (J82), Jason (J99) et Salamander (J86) ont été affectés à la 1re Flottille de déminages (1MF) nettoyant les champs de mines de l'Axe au nord de la Normandie pour ouvrir des ports supplémentaires pour alimenter l'avance alliée. Dans l'après-midi du 27 août 1944, ils balayaient le Cap d'Antifer en préparation de l'arrivée du cuirassé Warspite et surveillait les navires Erebus et Roberts pour engager l'artillerie côtière du Havre qui retardait l'avance des troupes canadiennes.
L'officier du quartier général affecté au projet de déminage à la 1MF a négligé d'informer l'officier de pavillon de la zone d'assaut britannique (vice-amiral Rivett-Carnac), qui était chargé de défendre les plages d'invasion contre les torpilleurs rapides Schnellboote opérant du Havre. La 1MF a été observé sur le secteur sud-ouest de l'opération de déminage et supposé être des navires allemands attaquant les navires alliés au large des plages d'invasion. Le personnel de l'amiral a demandé aux 263e Squadron RAF et 266e Squadron RAF d'attaquer les présumés navires ennemis. Les escadrons ont riposté avec 16 Typhoons armés de canons de 20 mm et de roquettes non guidées RP-3 hautement explosives de 60 livres. Les pilotes de la RAF ont identifié la 1MF comme une navigation probablement amicale, mais après avoir remis en question leurs ordres, on leur a dit que la Royal Navy n'avait aucun navire dans la région.
Dans une attaque au soleil bien exécutée à 13h30, les Typhons ont coulé la Britomart (Lt. Cdr. Nash, MBE, RNR) et la Hussar (Lt. Cdr. A. J. Galvin, DSC, RNR); et la Salamander a été si endommagée qu'elle a été radiée. Quatre-vingt-six marins britanniques ont été tués et 124 autres ont été blessés. La 1MF a identifié les Typhons comme amis, et une mauvaise visibilité au soleil a empêché la reconnaissance précoce du "feu ami" imminent. La Jason a établi un contact radio pour mettre fin à l'attaque.

## Navires de la classe
| Nom                      | Chantier naval                   | Début de la construction | Lancement  | Mise en service | Destin final |
| ------------------------ | -------------------------------- | ------------------------ | ---------- | --------------- | --- |
| 1er groupe               |                                  |                          |            |                 | (Machine à vapeur à double expansion) |
| Halcyon (J42)            | John Brown Coque Nr. 536         | 27.03.1933               | 20.12.1933 | 18.04.1934      | Vendu pour démolition en avril 1950 |
| Skipjack (J38)           | John Brown Coque Nr. 537         | 4.04.1933                | 18.01.1934 | 3.05.1934       | Coulé le 1er juin 1940, après un raid aérien, à51° 03′ N, 2° 24′ E |
| Harrier (J71)            | Thornycroft                      | 11.07.1933               | 17.04.1934 | 9.11.1934       | Vendu pour démolition en juin 1950 |
| Hussar (J82)             | Thornycroft                      | 10.08.1933               | 27.08.1934 | 16.01.1935      | Coulé le 27 août 1944 à 49°41′N, 0°6′O par une attaque aérienne erronée alliée |
| Speedwell (J87)          | William Hamilton Coque Nr. 419   | 30.06.1934               | 21.03.1935 | 30.09.1935      | Vendu en décembre 1946; Navire côtier, rebaptisé Topaz, démoli en 1954. |
| Variante                 |                                  |                          |            |                 | (Machines à vapeur à triple expansion, coque plus courte) |
| Niger (J73)              | J. S. White                      | 1.04.1935                | 23.01.1936 | 4.06.1936       | Coulé le 4 juin 1942, au large de l'Islande à 66°35′N et 23°14′O en heurtant une mine. |
| Salamander (J86)         | J.S. White                       | 18.04.1935               | 24.03.1936 | 18.07.1936      | le 27 août 1944 accidentellement gravement endommagé par des avions de la RAF devant le cap d'Antifer, vendu en 1946 pour démolition                                                                               |
| 2e groupe                |                                  |                          |            |                 | (Turbine à vapeur, coque courte) |
| Hebe (J24)               | Devonport Dockyard               | 27.04.1936               | 28.10.1936 | 23.10.1937      | Coulé le 22 novembre 1943 devant Bari à41° 08′ N, 16° 52′ E en heurtant une mine. |
| Hazard (J02)             | William Gray Coque Nr. 1068      | 27.05.1936               | 26.02.1937 | 24.11.1937      | Vendu pour démolition en 1949. |
| Sharpshooter (J68, A310) | Devonport Dockyard               | 8.06.1936                | 10.12.1936 | 17.12.1937      | Converti en navire d'étude en 1945, renommé Shackleton en 1953, vendu pour démolition en 1965. |
| Gleaner (J83)            | William Gray Coque Nr. 1069      | 17.06.1936               | 10.06.1937 | 30.03.1938      | Terminé en tant que navire d'étude, transformé comme dragueur de mines en 1939, vendu pour démolition en 1950. |
| Gossamer (J63)           | William Hamilton Coque Nr. 431   | 2.11.1936                | 5.10.1937  | 31.03.1938      | Coulé le 24 juin 1942 après qu'une bombe le frappe dans la baie de Kola à68° 59′ N, 33° 03′ E. |
| Leda (J93)               | Devonport Dockyard               | 16.11.1936               | 8.07.1937  | 19.05.1938      | Torpillé par le sous-marin allemand U-435 dans la mer du Groenland le 20 septembre 1942 à76° 30′ N, 5° 00′ E. |
| Seagull (J85, A309)      | Devonport Dockyard               | 15.02.1937               | 28.10.1937 | 30.05.1938      | Transformé en 1945 en navire d'étude, vendu en 1956 pour démolition. |
| Jason (J99)              | Ailsa Shipbuilding Coque Nr. 425 | 12.12.1936               | 6.10.1937  | 9.06.1938       | Achevé comme navire d'études, démantelé en 1939, mis hors service et vendu en 1946, navire marchand Jaslock, vendu pour démolition en 1950.                                                                        |
| Franklin (J84, A304)     | Ailsa Coque Nr. 426              | 17.12.1936               | 22.12.1937 | 17.08.1938      | Navire d'études, vendu pour démolition en 1956 |
| Scott (J79, A308)        | Caledon, Dundee                  | 30.08.1937               | 23.08.1938 | 23.02.1939      | Navire d'études, vendu pour démolition en 1965 |
| Speedy (J17)             | William Hamilton Coque Nr. 435   | 1.12.1937                | 24.11.1938 | 7.04.1939       | Vendu en 1946, navire marchand Speedon, mis au rebut en 1957 |
| Bramble (J11)            | Devonport Dockyard               | 22.11.1937               | 12.07.1938 | 22.06.1939      | Coulé dans la mer de Barents par des navires de guerre allemands le 31 décembre 1942. |
| Sphinx (J69)             | William Hamilton Coque Nr. 436   | 17.01.1938               | 7.02.1939  | 27.07.1939      | Le 3 février 1940, bombe frappée lors d'une attaque par un avion allemand devant Kinnaird Head, coulée en remorque, épave de Lybster conduite sur le côté nord du Moray Firth, récupérée et mise au rebut en 1950. |
| Britomart (J22)          | Devonport Dockyard               | 1.08.1938                | 23.08.1938 | 24.08.1939      | le 27 août 1944, coulé accidentellement par des avions de la RAF au large du cap d'Antifer |